# Tierra Blanca (Guanajuato)
Tierra Blanca é um município do estado de Guanajuato, no México.